# Agathe Natanson

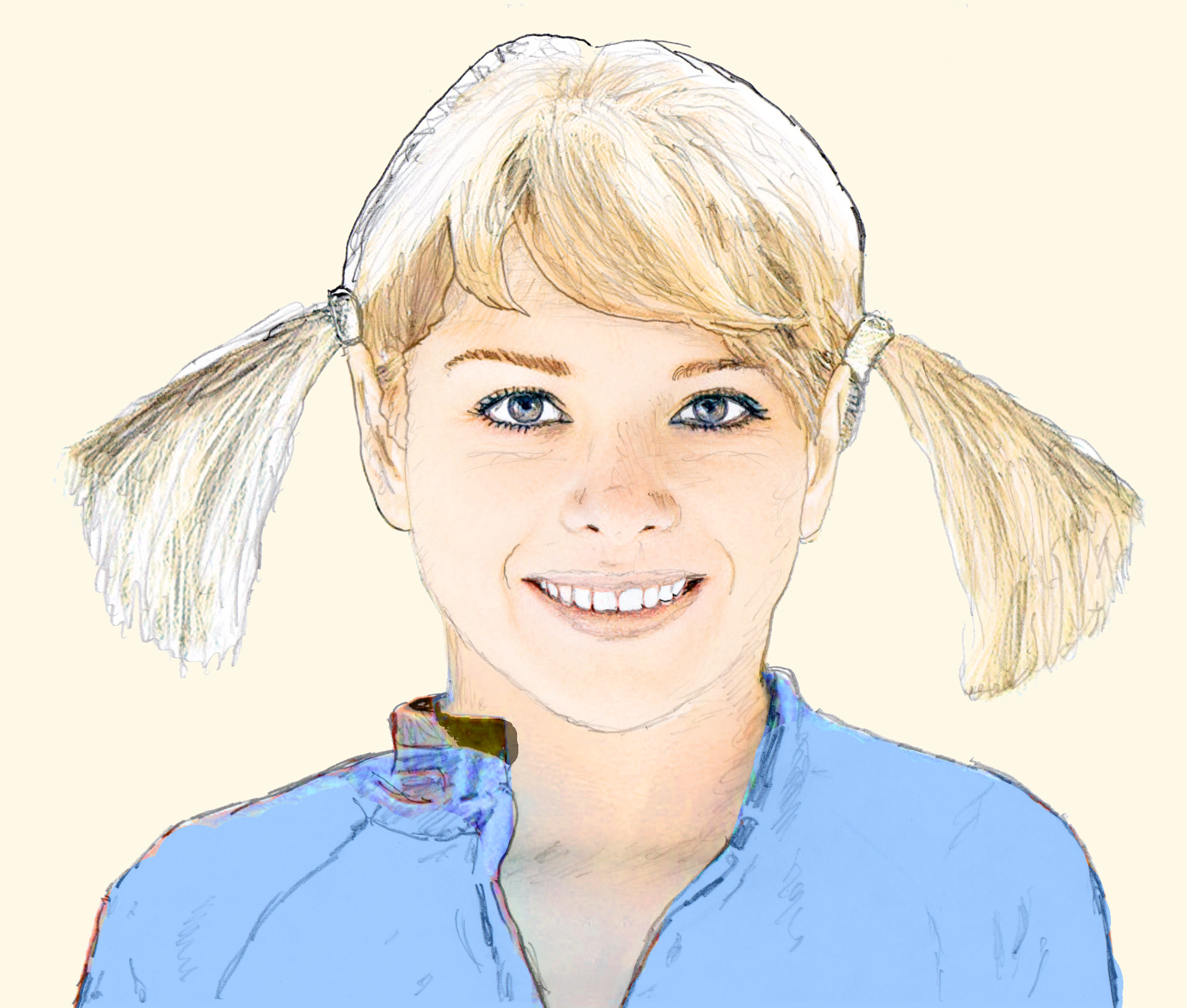
Agathe Natanson (1967)

Agathe Natanson (eigentlich Nicole Andree Natanson; * 14. November 1946 in Paris) ist eine französische Schauspielerin, die vor allem als Colette in Édouard Molinaros Oscar bekannt wurde.

## Leben
Aganthe Natanson nahm Unterricht am Konservatorium und spielte bereits als Schauspielschülerin für die Reihe Au théatre ce soir 1966 in Les jours heureux  und A la monnaie du pape sowie an der Comédie-Française. 1966 spielte sie dort in Antoine Bourseillers Inszenierung von Dom Juan neben Georges Descrières die Charlotte und in Michel Duchaussoys Inszenierung von Marivaux’ La Commère. Weitere Theaterrollen hatte sie in jener Zeit auch in Sain Malo als Bianca in Shakespeares Der Widerspenstigen Zähmung, am Château de l'Emperi die Rosette in Alfred de Mussets Man spielt nicht mit der Liebe und am Palais de Chaillot die Lisou in Georges Wilsons Inszenierung von Brechts Herr Puntila und sein Knecht Matti an der Seite von Wilson und Charles Denner. Dank Claude Gensac, die sie im Theater entdeckte, gab Agathe Natanson ihr Filmdebüt in Édouard Molinaros Filmkomödie Oscar, in der sie Colette, der Tochter von Louis de Funès und Claude Gensac spielte. Es wurde ihre bekannte Filmrolle. 1969 spielte sie in Jean Negulescos Hello-Goodbye neben Curd Jürgens und Michael Crawford. 1971 spielte sie in Nicolas Gessners Thriller Der Mörder hinter der Tür neben Charles Bronson und Anthony Perkins die Lucy. Sie drehte jedoch vorrangig für das Fernsehen, so in Maurice Pialats Miniserie Das Haus im Wald (1971). Zu ihren späteren Rollen zählen die in Jean-Daniel Verhaeghes Romance sans paroles (2002), eine Ritual-Priesterin in The Da Vinci Code – Sakrileg (2006). Auch Theater spielte sie weiterhin, so unter anderem mit Pierre Arditi und Christian Bujeau 1997 in Bernard Murats Inszenierung von Sacha Guitrys Le mari, la femme et l’amant.
Agathe Natanson war in erster Ehe mit dem Schauspieler Henri Piégay sowie von 2003 bis zu dessen Tod 2019 mit dem Schauspieler Jean-Pierre Marielle verheiratet.